# Adam Hicks
Adam Hicks (28 novembre 1992 à Las Vegas, Nevada – ) est un acteur, chanteur et danseur américain. Il a joué dans How to Eat Fried Worms et Zeke et Luther avant de rejoindre Freakish.

## Biographie
Adam est né à Las Vegas. Ses parents s’appellent Ron et Lucy, il a un frère du nom de Tristan et possède 5 chats (Cleo, marbres, Mindy, Smudgy et Wellington) et deux chiens (un beagle du nom de Buddy et un chihuahua du nom de Freckles). Il est pris pour jouer le rôle de Dave à 5 ans dans la sitcom Titus mais la série s’est arrêtée au bout de trois saisons.
Ensuite il a participé à de nombreuses productions théâtrales, notamment en jouant le rôle-titre dans Tom Sawyer. En 2005, il décroche le rôle principal de Brady Davis dans le film Down et Derby (en). Puis il joue dans le remake de Disney Raymond, une vie de chien aux côtés de Tim Allen. Il devient la star de la publicité nationale « The Best of Andy Griffith ». Toutefois, il se fait connaitre à l’âge de 13 ans, dans le film Comment manger 10 vers de terre en une journée (How to Eat Fried Worms) pour son rôle de Joe Guire ; la brute de l’école.
Partage son temps entre sa ville natale de Las Vegas et sa carrière d’acteur, Adam parvient à trouver le temps pour ses études à l'école secondaire. Il a notamment une véritable fascination pour la biologie, l’éducation civique, l’anglais et projette de s'inscrire à l'université. Il possède une ceinture noire de Tae Kwon Do et il a été champion national deux fois. Il fait également du skateboard et du snowboard. Il sort également avec le mannequin Lili Simmons depuis 2009.
Depuis la série Zeke & Luther créée en 2009 sur Disney XD, Adam Hicks est devenu l'un des jeunes acteurs les plus connus d’Hollywood. La série est apparue en juin 2009 et a reçu des critiques élogieuses et est devenu un succès international dans toute l’Europe, l'Australie et la Nouvelle-Zélande. Elle met en scène deux amis Zeke (Hutch Dano) et Luther (Adam Hicks), qui veulent atteindre leur rêve de devenir les meilleurs skate-boarders du monde.

### Démêlés judiciaires
Le 25 janvier 2018, Hicks est arrêté à Burbank (Californie) avec sa petite-amie de l'époque, l'actrice Danni Tamburro, pour de multiples vols à main armée,. Il avait auparavant été inquiété pour des violences et pour s'être tiré une balle dans la jambe. Après que deux expertises médicales aient été menées pour valider que sa santé mentale était compatible avec une action en justice, il plaida non coupable lors du procès qui se déroula le 10 juillet 2019.

## Musique
En plus de sa profession d’acteur, Adam a aussi une véritable passion pour la musique. Il a notamment  écrit et réalisé un remake de MC Hammer U Can't Touch This avec son collègue Hutch Dano, le clip de la chanson a été montré le 29 juin sur Disney XD. Il a également fait un remix de la chanson In the Summertime par Mungo Jerry avec Daniel Curtis Lee. Avec des apparitions dans le clip de Hutch Dano, Ryan Newman, Doc Shaw, Mitchel Musso, Dylan Sprouse, Cole Sprouse, David Lambert, Caitlyn Taylor Love (en), et Logan Miller. Hollywood Records lui a fait signer un contrat de plusieurs disques et il sera envoyé en tournée plus tard cette année. Il joue également de la batterie, et est un adepte du hip hop.
En juin 2012, il enregistre le titre Non-stop summer avec DJ Cole Plante (en) pour Disney XD, dans le clip il y a Leo Howard, Dylan Riley Snyder, Doc Shaw, Billy Unger, Ryan Ochoa et plein d'autre. Il participe aussi a l'album Shake It Up: Live 2 Dance.

## Filmographie

### Cinéma
- 2005 : Down et Derby (en) : Brady Davis
- 2006 : Raymond, une vie de chien (The Shaggy Dog) : Quarterback
- 2006 : How to Eat Fried Worms : Joe Guire
- 2008 : Le Pacte mystérieux (Mostly Ghostly) (DTV) : Colin Doyle, le frère odieux de Max
- 2015 : Un voisin trop parfait (The Boy Next Door) : Jason Zimmer
- 2016 : Little Savages : Billy
- 2017 : Windsor (en) : Clint
- 2018 : Shifting Gears (en) : Jeremy Williamson

### Télévision
- 2000-2002 : Titus : Dave Scovill âgé de 5 ans, le beau frère de Christopher Titus
- 2005 : 12 chiens pour Noël (The 12 Dogs of Christmas) : Mike Stevens
- 2009-2012 : Zeke et Luther : Luther Jerome Waffles
- 2010 : Zapping Zone (Disney Channel Amérique latine) : Interview sur la série Zeke et Luther avec Hutch Dano
- 2010-2011: Jonas L. A. : Dennis Zimmer (DZ), c'est le voisin des JONAS
- 2011 : Lemonade Mouth : Wendell "Wen" Gifford
- 2011 : Zack et Cody, le film : une petite apparition sans texte
- 2012 : Paire de rois :Roi Boz (saison 3)
- 2017 : Freakish :Diesel Turner

## Récompense
- 2007 Young Artist Award

Meilleur groupe/casting dans le film How to Eat Fried Worms

## Voix françaises
En francophonie, la voix française régulière d'Adam Hicks est celle du comédien belge Sébastien Hébrant.
- Sébastien Hébrant dans :
  - Zeke et Luther (série télévisée)
  - Jonas L. A. (série télévisée)
  - Lemonade Mouth (téléfilm)
  - Paire de rois (série télévisée)

Et aussi
- Jonathan Amram dans Southland (série télévisée)
- Théo Frilet dans Un voisin trop parfait